# Menanga (Solor Timur)
Menanga is een bestuurslaag in het regentschap Flores Timur van de provincie Oost-Nusa Tenggara, Indonesië. Menanga telt 1455 inwoners (volkstelling 2010).